# Металогенічна карта
Карта металогенічна (рос. карта металлогеническая, англ. metallogenic map; нім. Metallogenetische Karte f — показує закономірності розміщення рудних родовищ у зв'язку з особливостями геологічної будови даної території. Аналоги металогенічної карти: мінерагенічна карта, що зображує розподіл всіх (а не тільки рудних) родовищ корисних копалин; карта нафтогазоносності, що показує особливості розміщення родовищ нафти і горючого газу; карта вугленосності, що зображує поширення родовищ викопного вугілля.
За масштабами зображення металогенічні карти поділяються на три групи:
- оглядові, або дрібномасштабні (від 1:1000000 до 1:500000),
- середньо-масштабні (1:200000 −1:100000),
- великомасштабні (1:50000 — 1:25000). Родовища корисних копалин наносяться особливими знаками, що відображають їх геологічний вік, приналежність до стадій геологічного розвитку, генетичий клас, морфологію рудних тіл, мінеральний і хімічний склад, розміри запасів мінеральної сировини і її якість.

Сукупність схожих родовищ оконтурюється з виділенням на металогенічній карті площ їх поширення. При цьому виділяються металогенічні провінції, області, райони і зони, підлеглі породам певного етапу геологічного розвитку, віку, складу або будови.